# Airel
Airel är en kommun i departementet Manche i regionen Normandie i norra Frankrike. Kommunen ligger i kantonen Saint-Clair-sur-l'Elle som tillhör arrondissementet Saint-Lô. År 2022 hade Airel 527 invånare.

## Befolkningsutveckling
Antalet invånare i kommunen Airel
| Referens: INSEE |